# The Kings of Summer
The Kings of Summer és una pel·lícula de comèdia dramàtica estatunidenca de 2013 dirigida per Jordan Vogt-Roberts i protagonitzada per Nick Robinson, Moisés Arias, Gabriel Basso i Nick Offerman. La pel·lícula es va estrenar sota el títol original Toy's House el 19 de gener de 2013 al Festival de Cinema de Sundance i va ser estrenada per CBS Films en un llançament limitat el 31 de maig de 2013. S'ha doblat i subtitulat al català.